# 齊藤いゆ
齊藤 いゆ（さいとう いゆ）は、2019年に活動を開始した、世界で唯一の「おさかな専門シンガーソングライター」。函館市出身。幼少期にヴァイオリンを始める。祖父は漁師。
いゆは、沖縄県の方言で魚を表す。
「人と自然を音楽でつなぐ」というアーティストとしてのコンセプトを待ち、主に北海道を拠点に活動、現在は日本全国へ泳いでいる。
楽曲は、全楽曲、魚をモチーフにした楽曲となっている。

## 出演

### テレビ
- 熱烈!ホットサンド! （2020年11月7日、札幌テレビ）-「俺たちの音楽祭」後半戦で「僕はドクターフィッシュ」を披露。
- ひるナマ！北海道（2022年12月8日、NHK札幌）